# 审美教育书简
审美教育书简或论人类的审美教育书简（德語：Über die ästhetische Erziehung des Menschen）是德国哲学家弗里德里希·席勒以书信的形式发表的一部论文，讨论了康德的超验美学和法国大革命事件。在论文中，席勒认为人身上存在两种相反的冲动，即“感性冲动”和“理性冲动”（或“形式冲动”），只有两者统一才是最高的独立自由，“人不只是物质，也不只是精神”。此外，他认为人身上还有第三种冲动，即“游戏冲动”，意为不受强迫和限制的自由活动，其对象是“美”。